# Trapezioidea
Super-famille
Les Trapezioidea sont une super-famille de crabes, souvent appelés « crabes-trapèzes ». Elle comprend trois familles, et les espèces en sont pour la plupart des symbiotes de cnidaires (notamment du corail).

## Liste des familles
Selon World Register of Marine Species (22 février 2014) :
- famille Domeciidae Ortmann, 1893
- famille Tetraliidae Castro, Ng & Ahyong, 2004
- famille Trapeziidae Miers, 1886

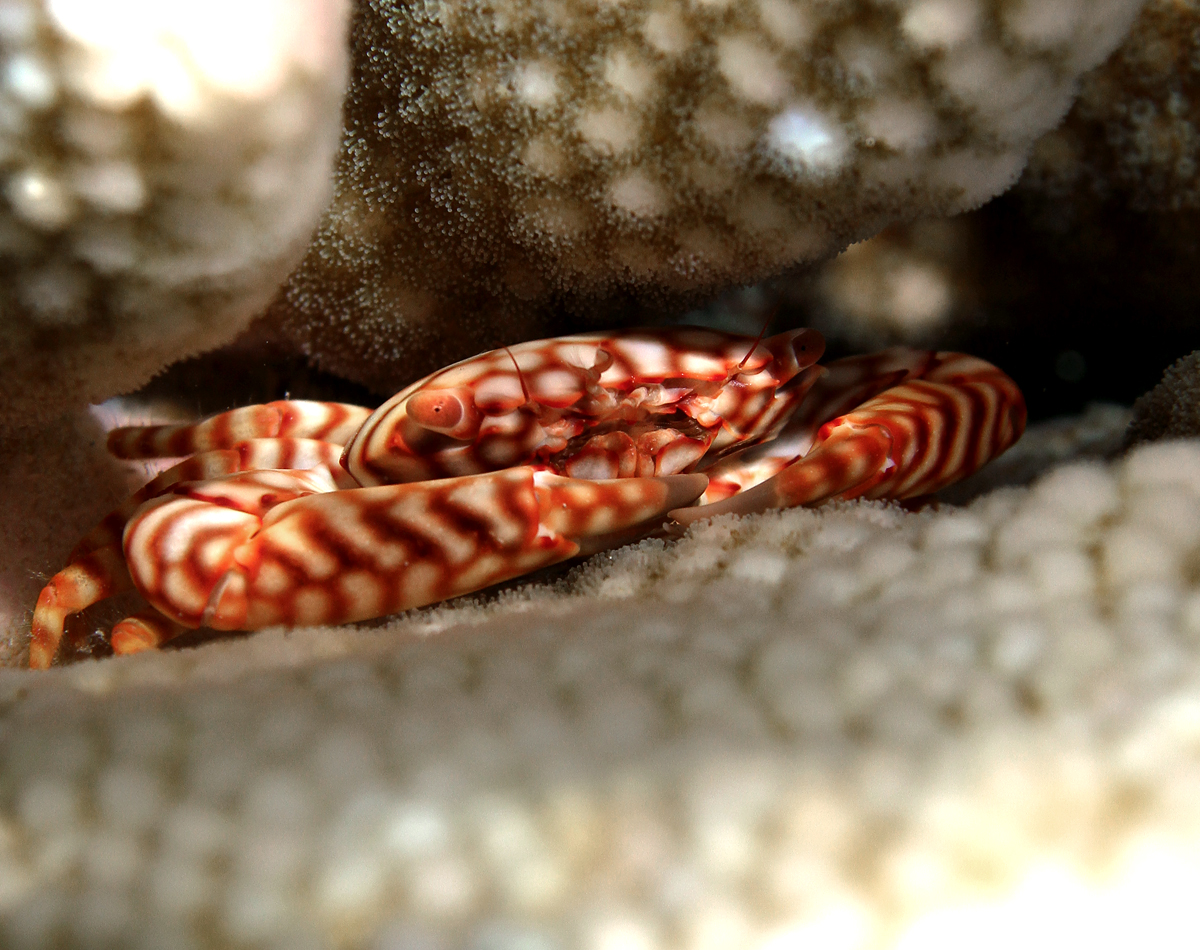
Trapezia flavopunctata
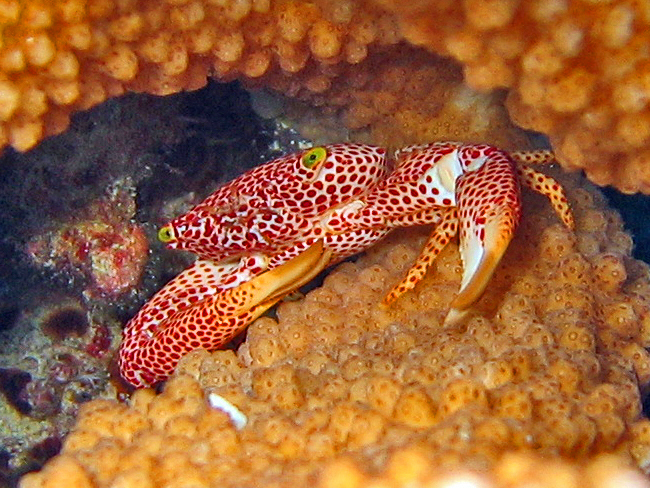
Trapezia rufopunctata
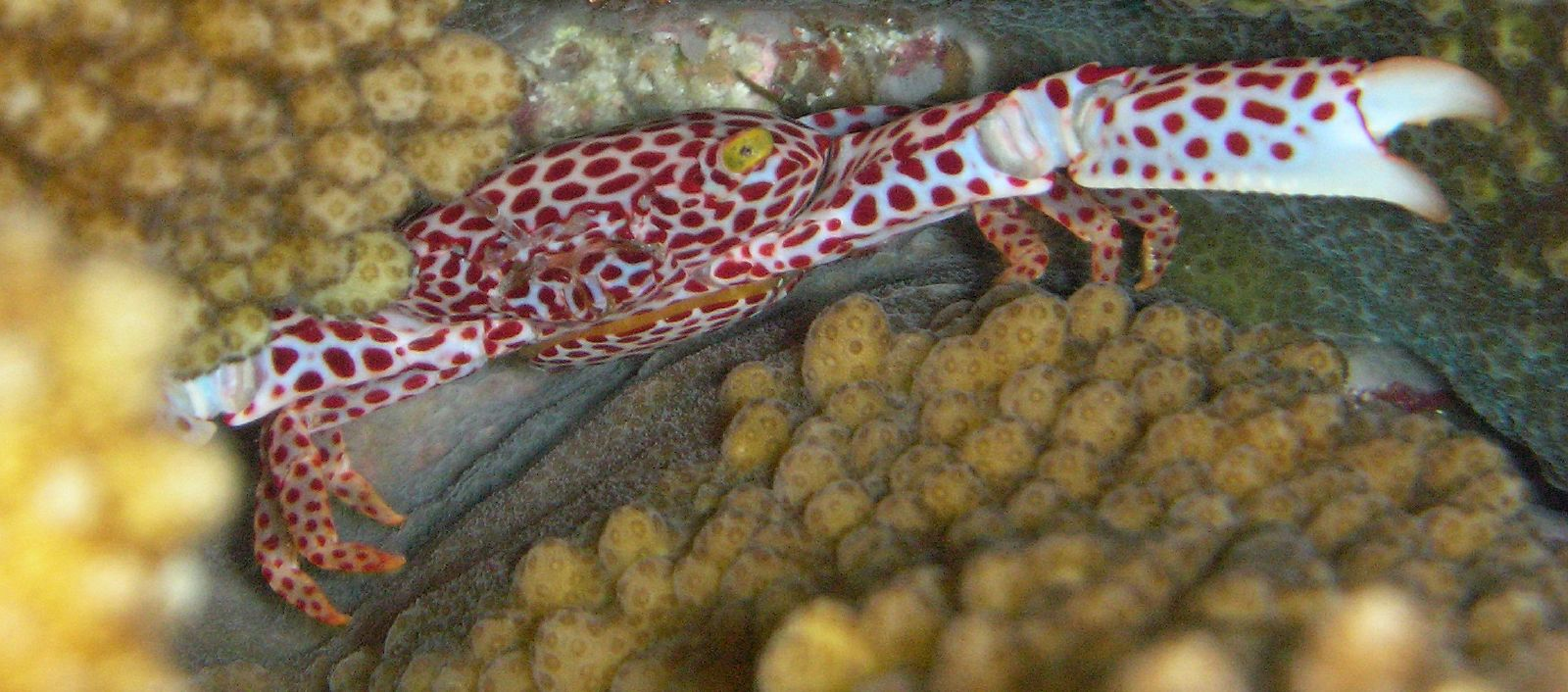
Trapezia tigrina